# Keller Rockey
Keller Emrick Rockey (Columbia City, 22 settembre 1888 – Harwich, 6 giugno 1970) è stato un generale statunitense, attivo nel Corpo dei Marine durante la seconda guerra mondiale.
Studente all'Università di Yale, si arruolò nel 1913 e partecipò ai combattimenti sul fronte occidentale nell'estate 1918, venendo promosso capitano. Dopo un servizio di gendarmeria sull'isola di Haiti, spese la maggior parte degli anni venti nello studio delle tattiche e di teoria militare alla Marine Corps School e alla Command and General Staff School. Al comando di un battaglione d'artiglieria nel 1928, divenne poi istruttore alla base Marine di San Diego.
Dopo un periodo di servizio in mare sulla corazzata USS California, fu aggregato alla Divisione Piani di Guerra del Dipartimento della Marina; colonnello nell'agosto del 1941, era capo di stato maggiore della 2ª Divisione Marine quando gli Stati Uniti entrarono nella seconda guerra mondiale. Rivestì ruoli nel quartier generale Marine di Washington fino al febbraio 1944, quando divenne comandante della 5ª Divisione Marine che condusse con abilità nella battaglia di Iwo Jima del febbraio-marzo 1945. Dopo la guerra fu comandante del III Corpo Anfibio e per due volte del Dipartimento del Pacifico.
Ritiratosi nel 1950 dal servizio attivo col grado di tenente generale, morì nel giugno del 1970 per un attacco cardiaco.

## Biografia
Keller Emrick Rockey nacque il 22 settembre 1888 a Columbia City nell'Indiana. Trasferitosi con la famiglia in Pennsylvania, frequentò il Gettysburg College nell'omonima città ottenendo il primo livello di laurea con un diploma in scienze; s'iscrisse poi all'Università di Yale. Arruolatosi nel Corpo dei Marine, si guadagnò il brevetto di sottotenente il 18 novembre 1913.

### Primi anni di servizio
Dopo aver completato il corso alla Basic School nel maggio 1915, Rockey fu destinato al servizio in mare, venendo imbarcato sulle corazzate USS Nebraska e USS Nevada; nell'agosto 1916 ricevette la promozione a tenente.
Con l'entrata nella prima guerra mondiale degli Stati Uniti il 6 aprile 1917, truppe statunitensi furono inviate sul fronte occidentale in Francia. Nominato pro tempore a capitano, Rockey fu aggregato al 5º Reggimento Marine che giunse in Europa nel corso di giugno: ebbe il battesimo del fuoco il 6 luglio 1918 a Château-Thierry, dove con abilità e rischio della vita organizzò l'arrivo e la disposizione di rinforzi in prima linea. Per l'eroismo mostrato fu insignito di due decorazioni, la Navy Cross e la Distinguished Service Cross; fu inoltre citato nei General Orders della 2ª Divisione dell'American Expeditionary Forces e ricevette l'onore di poter indossare la Fourragère. Infine la sua nomina temporanea fu estesa al grado di maggiore.

### Il periodo tra le due guerre
Tornato in patria nel 1919, Rockey fu confermato capitano e destinato poco dopo a prestare servizio nell'Haitian Constabulary (corpo di gendarmeria fondato dagli Stati Uniti) sull'isola di Haiti, ove rimase fino al 1921; dopo un breve periodo passato in patria vi ritornò assieme alla 1ª Brigata provvisoria Marine fino all'agosto 1922, quando tornò negli Stati Uniti per essere assegnato agli accasermamenti Marine di Washington. Dopo il servizio al quartier generale del Corpo, seguì il corso ufficiali alla Marine Corps School della Marine Corps Base Quantico dell'omonima città in Virginia: si laureò nel luglio 1925 e progredì negli studi entrando alla Command and General Staff School di Fort Leavenworth, nel Kansas. Ottenne il diploma nel giugno 1926 e fu assegnato come istruttore al Dipartimento delle Tattiche della Marine School a Quantico; nel gennaio 1927 gli fu inoltre riconosciuta la promozione a maggiore. Dal gennaio al novembre 1928 fu l'ufficiale comandante del 1º Battaglione dell'11º Reggimento d'artiglieria in seno alla 2ª Brigata Marine, distaccata in Nicaragua: nel corso di tale incarico fu insignito della Gold Star, in sostituzione di una seconda Navy Cross, per l'esemplare servizio espletato.
Dopo una breve permanenza a Baltimora in Maryland, nel maggio 1930 fu nominato ufficiale addetto all'addestramento e alle operazioni presso la Marine Corps Base di San Diego, California, passando dopo alla carica di capo di stato maggiore della base. Nel maggio 1934 ricevette la promozione a tenente colonnello e il mese successivo fu nominato capo della Divisione Piani di Guerra presso il quartier generale del Corpo; nel gennaio 1937 lasciò tale ufficio per imbarcarsi sulla corazzata USS California in qualità di ufficiale della forza Marine sull'unità, rimanendovi fino al giugno 1939: tornato a Washington, entrò nella Divisione Piani di Guerra del Dipartimento della Marina. Nell'agosto 1941, avanzato al grado di colonnello, divenne capo di stato maggiore della 2ª Divisione Marine.

### La seconda guerra mondiale
Il 7 dicembre 1941, dopo mesi di tensione diplomatica, l'Impero giapponese lanciò l'attacco di Pearl Harbor che menomò la Pacific Fleet statunitense ormeggiata nella rada delle Hawaii. Il duro colpo e le dichiarazioni di guerra del Terzo Reich e dell'Italia fascista fecero entrare gli Stati Uniti nella seconda guerra mondiale. Rockey rimase capo di stato maggiore della 2ª Divisione ancora fino all'agosto 1942, quando assunse la carica di direttore della Divisione Piani e {Politiche?} al quartier generale Marine; il mese successivo fu portato provvisoriamente al grado di maggior generale. Nell'agosto 1943 fu nominato assistente (ovvero il vice) del comandante del Corpo dei Marine, allora il tenente generale Thomas Holcomb. Nel febbraio 1944 assunse il comando della 5ª Divisione Marine destinata a combattere sul fronte dell'Oceano Pacifico e dell'Asia contro le forze armate nipponiche: curò l'addestramento dei suoi uomini che diresse nella battaglia di Iwo Jima, avvenuta tra il febbraio e il marzo 1945 sull'isola di Iwo Jima. Al termine dello scontro fu decorato con la Navy Distinguished Service Medal e la Presidential Unit Citation per il capace comando di cui dette prova.
Il 25 giugno 1945 fu promosso comandante del III Corpo Anfibio che, dopo la fine della guerra il 2 settembre 1945, guidò nell'occupazione di territori in Cina settentrionale; portò a termine in maniera eccellente l'incarico, sì da essere decorato con la Army Distinguished Service Medal.

### La carriera dopo il conflitto e la morte
Dopo la disattivazione del III Corpo nel giugno 1946, Rockey assunse il comando generale della 1ª Divisione Marine (rinforzata) con quartier generale a Tientsin, in Cina; richiamato in patria, nel settembre 1946 fu nominato comandante del Dipartimento del Pacifico con sede a San Francisco. Il 1º gennaio 1947 ricevette un'ennesima promozione temporanea a tenente generale e fu posto a capo della forza Marine dipendente dall'Atlantic Fleet con quartier generale a Norfolk in Virginia. Dal 1º luglio 1949, riportato al grado di maggior generale, ricoprì nuovamente il comando del Dipoartimento del Pacifico. Il 1º settembre 1950 si ritirò dal servizio attivo, venendo promosso in permanenza a tenente generale sulla lista degli ufficiali a riposo.
Keller Emrick Rockey morì a Harwich, Massachusetts per arresto cardiaco il 6 giugno 1970, all'età di 81 anni. Fu seppellito l'11 giugno nel cimitero nazionale di Arlington dopo una funzione funebre con tutti gli onori militari. La tomba è la numero 1114-2 nella sezione 46.

## Onorificenze
I dati sono tutti tratti da: